# Michael Morrison
Michael Brian Morrison est un footballeur anglais né le 3 mars 1988 à Bury St Edmunds. Il évolue au poste de défenseur au Cambridge United.
Morrison commence sa carrière senior dans la 5ème division anglaise avec Cambridge United. Après trois ans en tant que joueur de la première équipe, il est transféré à Leicester City, contribuant à leur promotion en Championship en 2009. Il passé la seconde moitié de la saison 2010-11 avec Sheffield Wednesday de League One avant de passer à un autre League One. club, Charlton Athletic. Il aide Charlton à être promu au championnat lors de sa première saison, est nommé vice-capitaine et jour régulièrement jusqu'en 2014, date à laquelle il rejoint un autre club de championnat, Birmingham City, initialement prêté.
Alors qu'il est joueur de Cambridge United, il représente l'Angleterre au niveau semi-professionnel.

## Biographie

### En club

#### Cambridge United
Morrison est né à Bury St Edmunds, Suffolk. Il grandit à Haverhill, à proximité, et fréquente la Castle Manor School. Il commence sa carrière de footballeur avec Cambridge United, où il passe par leur académie des jeunes et à l'âge de 15 ans est devient le plus jeune joueur à n'avoir jamais joué pour l'équipe de réserve. Il fait ses débuts pour Cambridge United en octobre 2005 contre Halifax Town à l'âge de 17 ans,, et est élu jeune joueur de l'année pendant trois années consécutives entre 2006 et 2008.

#### Leicester City
Morrison rejoint Leicester City le 2 juillet 2008, signant un contrat de deux ans pour un montant non divulgué. Heureux de rejoindre Leicester, Morrison pense que son transfert est dans le meilleur intérêt de Cambridge, qui aurait pu le perdre lors d'un transfert gratuit. Il voit le manager Nigel Pearson comme son mentor en raison de son expérience passée en tant que défenseur. Morrison fait ses débuts professionnels lors d'une victoire 2-0 contre Milton Keynes Dons le 9 août et marque son premier but lors d'une victoire 4-2 contre Huddersfield Town le 24 janvier 2009. Il revient dans l'équipe première en novembre 2008 après que Patrick Kisnorbo ait été écarté pour blessure. En aidant Leicester à remporter la promotion en tant que champion, il terminr son dernier match à domicile de la saison en marquant deux buts contre Scunthorpe United le 24 avril, le soir où ils reçoivent le trophée de la League One.
Heureux de se battre pour une place dans l'équipe première lors de la saison 2009-10, le numéro d'équipe de Morrison passe de 15 à 4. Le 6 octobre 2009, Morrison signe une prolongation de contrat de deux ans avec Leicester, jusqu'en juin 2012. Il marque son premier but de la saison lors d'une victoire 2-1 à domicile contre Sheffield United le lendemain de Noël. Morrison reprend le rôle d'arrière droit en janvier 2010, après une mauvaise démonstration de son coéquipier Robbie Neilson.

#### Sheffield Wednesday
Le 7 janvier 2011, Morrison signe pour Sheffield Wednesday un contrat de trois ans et demi pour un montant non divulgué.

#### Charlton Athletic
Le 12 juillet 2011, Morrison rejoint Charlton Athletic du côté de la League One pour un contrat de trois ans pour un montant non divulgué. Morrison joue son premier match le 6 août 2011 lors d'un victoire 3-0 contre Bournemouth
Il s'impose rapidement comme un membre clé de l'équipe de Chris Powell, remportant le joueur du mois de la League One en novembre 2011. Cette même saison 2011-2012, il aide son équipe à remporter la troisième division. Il s'impose comme le défenseur central de premier choix de l'équipe lors de la campagne de Championship 2012-13, au cours de laquelle les Addicks ont terminé à la neuvième place. Le 24 juin 2014, Morrison signe une prolongation de contrat de deux ans, le gardant au club jusqu'en 2016.

#### Birmingham City
Morrison rejoint Birmingham City le 31 octobre 2014 grâce à un prêt d'urgence de deux mois. Il entre directement dans le onze de départ pour le match nul et vierge du lendemain à Wolverhampton Wanderers, et conserve sa place par la suite, s'imposant comme défenseur central de choix aux côtés du capitaine Paul Robinson. En décembre, il est annoncé que Morrison signerait un contrat de trois ans et demi avec Birmingham une fois son prêt terminé et la fenêtre de transfert de janvier ouverte. Son prêt est initialement prolongé de quelques jours pour garantir son éligibilité au troisième tour de la FA Cup contre les Blyth Spartans, lorsqu'il était capitaine de l'équipe, et le transfert permanent a été confirmé le 5 janvier 2015.
Morrison quitte le club après l'expiration de son contrat en juin 2019, après avoir échoué à convenir d'un nouvel accord.

#### Reading FC
Le 19 juillet 2019, Morrison rejoint un autre club de championship, Reading, pour un contrat de deux ans. Il joue son premier match contre Hull City le 10 août. Deux semaines plus tard, Morrison marque son premier but lors de la victoire 2-0 en championnat contre Huddersfield Town le 24 août.
Le 11 mai 2021, Morrison signe un nouveau contrat d'un an avec Reading.

#### Portsmouth FC
Le 26 juillet 2022, Portsmouth annonce la signature de Morrison pour un contrat d'un an. Quatre jours plus tard, il joue son premier match avec Pompey en championnat le 30 juillet contre Sheffield.

#### Cambridge United
Le 26 janvier 2023, il rejoint Cambridge United, club où il a connu ses débuts professionnels et qu'il a quitté 15 ans auparavant. Il signe un contrat d'un an et demi ,.

### En sélection
Il apparait pour l'Angleterre C - l'équipe qui représente l'Angleterre au niveau semi-professionnel - contre la Finlande en novembre 2007 et contre le Pays de Galles en mai 2008 lorsque l'Angleterre conserve le titre du Tournoi des Quatre Nations,.

## Palmarès
- Champion d'Angleterre de League One (D3) en 2009 avec Leicester et en 2012 avec Charlton